# 日ノ本学園高等学校
日ノ本学園高等学校（ひのもとがくえんこうとうがっこう）は、兵庫県姫路市にある私立高等学校。

## 概要
学校法人日ノ本学園が運営する。キリスト教を基本とした教育を行っている。姫路日ノ本短期大学は系列校である。

## 沿革
- 1893年 - 日の本女学校として姫路市中心部の下寺町に開校
- 1903年 - 高等女学校程度となる
- 1918年 - 文部大臣指定校の認可を受ける
- 1943年 - 財団法人の認可を受け、財団法人日ノ本女学校となる
- 1944年 - 財団法人日ノ本高等女学校の認可を受ける
- 1947年 - 学制改革により日ノ本学園中学校の設置認可を受ける。翌年、日ノ本学園高等学校の設置認可を受ける
- 1950年 - 財団法人日ノ本学園より学校法人日ノ本学園に組織変更する
- 1968年 - 音楽科を新設
- 1978年 - 現在地に移転
- 2010年 - 全日本高等学校女子サッカー選手権大会で優勝[1]
- 2012年 - 第1回全国高等学校総合体育大会女子サッカー競技で優勝。[2]
- 2013年 - 全国高等学校総合体育大会女子サッカー競技で2連覇を達成[3]
- 1月16日、 第22回全日本高等学校女子サッカー選手権大会に出場した女子サッカー部が3年ぶり2度目の優勝、女子高校サッカー史上初の2年連続2冠を達成した[4][5]。2014年8月6日、全国高等学校総合体育大会女子サッカー競技で3連覇を達成[6]。
- 1月11日、第23回全日本高等学校女子サッカー選手権大会で2大会連続3度目の優勝、2年連続の夏冬連覇（高校総体と選手権）を達成した[7]。8月9日、全国高等学校総合体育大会女子サッカー競技優勝、4連覇達成[8]。
- 2021年-FAコースを男女共学化[9]
- 2022年-幼児教育・音楽コース、学際科学コースを男女共学化し3つ目となる共学化。
- 2023年-全てのコースを男女共学化、新たにステップコース追加

## 学科
- 普通科
  - 学際科学コース
    - 人文社会系列
    - 自然科学・看護系列

  - フリーアカデミーコース
    - 通学専修系列
    - 通庭併修系列

  - ステップコース
  - スーパーアスリートコース
    - トップアスリート系列
    - スタディアスリート系列

  - 幼児教育・音楽コース
    - 保育・児童教育進路系列
    - 音楽リスペクト系列

  - 未来探求コース
    - スタンダード系列
    - ソーシャルワーカー系列

## 部活動
女子サッカー部は、常盤木学園高校に次いで全国タイトル計11回（インターハイ5回・選手権3回・選抜3回）を誇る。
女子バレーボール部も春の高校バレーや高校総体に出場経験がある。
運動部
- ★バレーボール部
- ★サッカー部
- ★陸上部
- 硬式テニス部
- ★バドミントン部
- ★新体操部
- ★バスケットボール部
- 卓球部
- ★ゴルフ部

★は強化指定部
文化部
- 音楽（合唱）部
- ダンス部
- 放送部
- パソコン部
- 美術・アニメーション部
- 百人一首部
- 軽音楽部
- 演劇部
- 吹奏楽部
- 福祉探求部
- 調理部
- 生物部
- 華道部
- 茶道部
- 書道部

### 過去の部活
- ESS部
- YMCA部
- IAC部

## 著名な出身者

### 女子サッカー
- 横川莉奈
- 岸星美
- 藤田のぞみ
- 武仲麗依
- 羽座妃粋
- 竹村美咲
- 吉田凪沙
- 八坂芽依
- 國武愛美
- 池尻凪沙
- 万屋美穂
- 小山季絵
- 米澤萌香
- 田中美和
- 箕輪千慧
- 嶋田華

### 女子ボクシング
- 緒方汐音

### ガールズケイリン
- 松本ちひろ(在学時はサッカー部)